# Corègon blanc
El corègon blanc (Coregonus albula) és una espècie de peix de la família dels salmònids i de l'ordre dels salmoniformes.
Els mascles poden assolir els 45 cm de llargària total i 1 kg de pes.
Menja crustacis planctònics.
Es troba a Euràsia: des d'Anglaterra fins al nord-oest de Rússia.
Viu al voltant dels 10 anys.